# Schoolyard Ghosts
Schoolyard Ghosts is het zesde muziekalbum van de Britse band no-man.
Het album kon voorbesteld worden via de homepage van no-man; officieel verscheen het album op 12 mei 2008. Als basis golden weer Tim Bowness en Steven Wilson, dit keer aangevuld met bijdragen van Bruce Kaphan (American Music Club, Red House Painters), drummers Pat Mastelotto (King Crimson) en Gavin Harrison (Porcupine Tree, King Crimson), saxofonist-fluitist Theo Travis en het London Session Orchestra met arrangementen van Dave Stewart (Hatfield and the North, Egg, Stewart and Gaskin etc). Er werd een tournee aangekondigd en dat was voor het eerst sinds 1993.
Vooruitlopend op de uitgifte was er op diverse websites geluids- en videomateriaal van het album te horen en te zien. Het album zou verschijnen in een dubbel-cd-versie, waarvan een cd en een dvd. De dvd bevatte een 5.1-versie en een drietal video's. De uitgifte via no-man zelf ging nog vergezeld van een 20 minuten durende cd met remixen etc. Alle nummers werden gekenmerkt door no-mans sombere stijl, behalve "Pigeon drummer", een compositie die zo van een King Crimson-album geplukt lijkt.

## Composities en musici
Muziek van no-man, behalve "beautiful songs you should know" (Bowness/Erra) en "song of the surf" (no-man/Murphy).
Teksten van Bowness.
1. all sweet things (6:47)
  - Tim Bowness – zang
  - Steven Wilson – piano, akoestische and elektrische gitaar, basgitaar, toetsen, glockenspiel, achtergrondzang
  - Peter Chilvers – samples van ‘surfacing’
2. beautiful songs you should know (4:26)
  - Tim Bowness – zang
  - Steven Wilson - gitaar, basgitaar, toetsen
  - Colin Edwin – fretless akoestische basgitaar
  - Rick Edwards – percussie
  - Marianne De Chastelaine – cello
3. pigeon drummer (6:18)
  - Tim Bowness – zang, mellotron
  - Steven Wilson – toetsen, elektrische gitaar, basgitaar, harp
  - Pat Mastelotto – drums, percussie
4. truenorth (12:48)
  - Tim Bowness – zang, piano (part 1), chime-gitaren, vocal loops
  - Steven Wilson – gitaar, basgitaar, toetsen, harmonium, percussie, achtergrondzang
  - Theo Travis – dwarsfluit, sopraansaxofoon (part 2)
  - Fabrice Lefebvre – yang t’chin (part 1)
  - Andy Booker – elektronische percussie (part 3)
  - Strijkmuziek gearrangeerd door Dave Stewart en uitgevoerd door het London Session Orchestra
5. wherever there is light (4:21)
  - Tim Bowness – zang
  - Steven Wilson – gitaren, mellotron
  - Bruce Kaphan – pedaal steel gitaar
  - Theo Travis – dwarsfluit
6. song of the surf (6:12)
  - Tim Bowness – zang
  - Steven Wilson – gitaar, harp, basgitaar, toetsen
  - Pat Mastelotto – drums, percussie
7. streaming (3:32)
  - Tim Bowness – zang
  - Steven Wilson – gitaar, toetsen, drum programming
  - Bruce Kaphan – e-bow pedaal steel gitaar
  - Pete Morgan – basgitaar
  - Andy Booker – drum loop
8. mixtaped (8:36)
  - Tim Bowness – zang, musical box
  - Steven Wilson – gitaar, basgitaar, musical box, elektrische piano, orgel
  - Theo Travis – dwarsfluit
  - Gavin Harrison - drums

## Bonus-cd
De uitverkochte bonus-cd bevat:
1. truenorth part 1 - strings (1:50)
2. truenorth part 2 - alternate (3:51)
3. beautiful songs you should know - alternate (4:06)
4. pigeon beater (3:04)
5. song of the surf - alternate (3:49)
6. truenorth part 2 - video edit (4:19)